# Oruç Reis
Oruç Reis lub Arudż Barbarossa (ur. 1474 na Lesbos, zm. w maju 1518 w Tilimsanie) – osmański pirat i korsarz. W latach 1516–1518 samozwańczy sułtan Algieru, jego działalność położyła podwaliny pod późniejszy osmański bejlerbejlik Algieru.

## Życiorys
W młodości zajmował się handlem morskim. Podczas wyprawy do Trypolisu został pojmany przez rycerzy Zakonu Maltańskiego i uwięziony; nie doszły do skutku próby wykupienia go przez jego młodszego brata Hayreddina, ostatecznie Oruçowi udało się uciec z niewoli. Udał się następnie do Aleksandrii w celach handlowych, ze względu na jego rosnącą popularność oraz na umiejętności handlowe mamelucki sułtan Kansuh al-Ghauri przyjął go do służby na swoim dworze. Stanął na czele floty handlowej złożonej z 16 statków, która została zaatakowana przez flotę Zakonu Maltańskiego, a następnie rozproszona.
W 1511 roku prowadził działalność piracką na Morzu Śródziemnym, m.in. nieopodal wybrzeża Puli zdobył dwa weneckie statki, a w pobliżu Eubei stoczył walkę z trzema weneckimi statkami. W następnym roku działał w pobliżu Cypru; zdobył pięć kolejnych statków stanowiących część weneckiej floty handlowej.
Wiosną 1514 roku bracia rozpoczęli wyprawę, podczas której zdobyli dwa statki pirackie i galeon załadowany tkaniną. Następnie, dysponując czterema statkami, popłynęli w stronę Hiszpanii; stoczyli wówczas bitwę z wojennym galeonem. Podczas wyprawy miała miejsce także bitwa nieopodal Bidżai; schwytane zostały cztery statki pirackie, sam Oruç został ciężko ranny z powodu ostrzału armatniego, co wiązało się z koniecznością amputacji ramienia. Rok później bracia zdobyli cztery genueńskie statki.
W 1516 roku objął władzę nad Algierem, ogłaszając się sułtanem; jego siły obroniły stolicę przed siłami hiszpańskimi. Jako władca próbował zawrzeć porozumienie z marokańskim sułtanem Muhammadem al-Burtukalim. Zginął w 1518 roku podczas upadku Tilimsanu.

## Upamiętnienie
W kwietniu 2014 roku tureckie wydawnictwo Ötüken Neşriyat wydało książkę Dursuna Sarala zatytułowaną Oruç Barbaros Sultan.

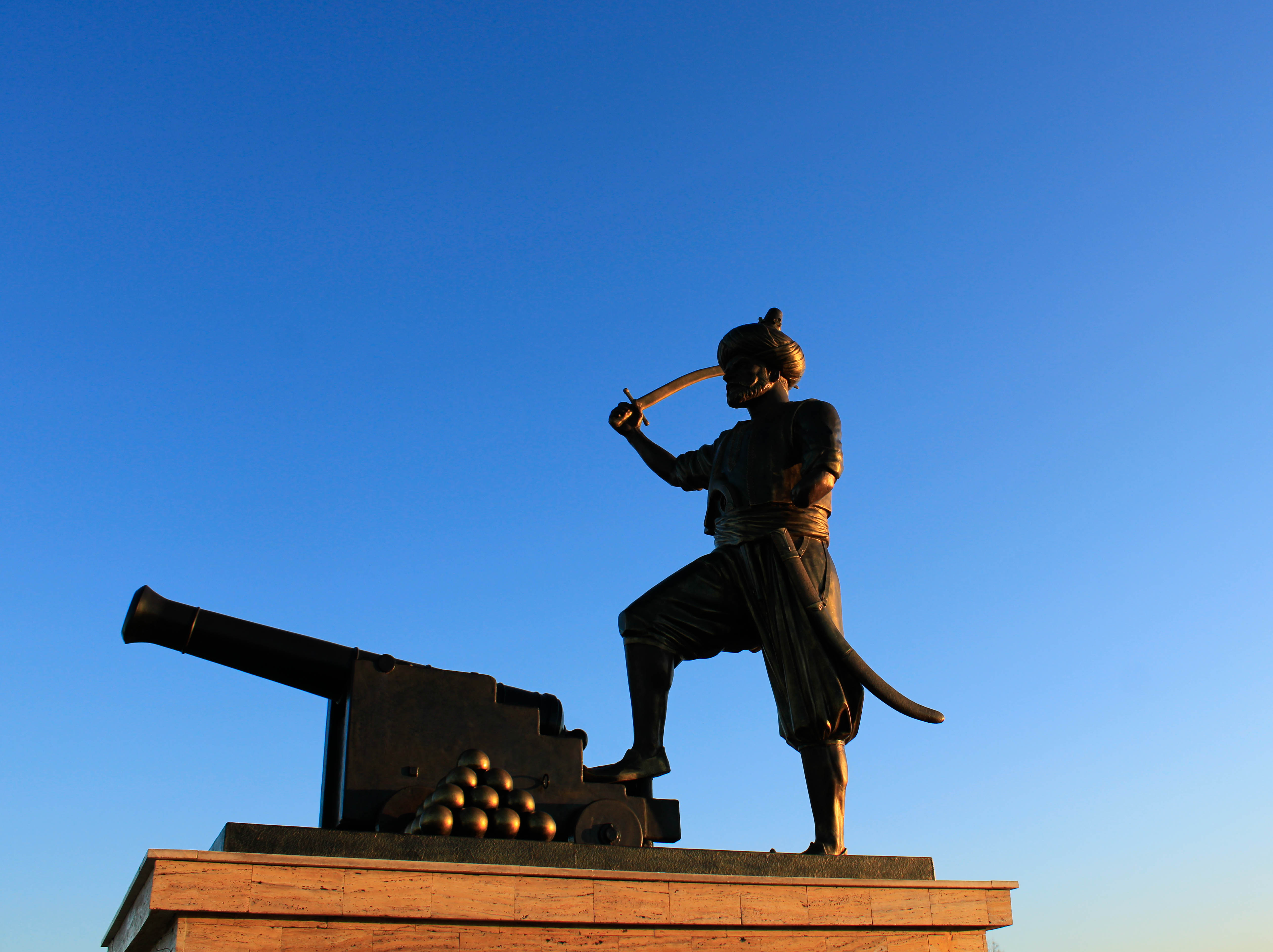
Pomnik Oruça Reisa w Ajn Tumuszanat

W listopadzie 2018 roku odsłonięto w Ajn Tumuszanat pomnik na jego cześć.

## W kulturze
W filmie El Akhira: Ostatnia królowa z 2022 roku w rolę Oruça Reisa wcielił się Dali Benssalah.

## Życie prywatne
Był drugim z czterech synów Yakupa Aği oraz starszym bratem Hayreddina.